# Garden of Allah
Das Gletscherfeld Garden of Allah in den Neuseeländischen Alpen zählt zusammen mit dem Gletscherfeld Garden of Eden zu den größten Eisfeldern Neuseelands.

## Namensherkunft
Im Jahr 1934 vergab der Bergsteiger und spätere Präsident der Royal Society of New Zealand, Allen Priestley Thomson, dem südlicheren der beiden Eisfelder den Namen Garden of Eden. In Anlehnung daran wurde das nördlichere Eisfeld im Jahr 1971 Garden of Allah genannt.

## Geographie
Das Gletscherfeld befindet sich in der Region West Coast auf der Südinsel von Neuseeland, 56 km nordöstlich des Aoraki/Mount Cook, der mit einer Höhe von 3724 m der höchste Berg Neuseelands ist. Hokitika, als der nächstgrößere Ort, liegt in nordöstlicher Richtung rund 67 km entfernt, bis zu Westküste sind es 37 km.
Zusammenhängend erstrecken sich die beiden Eisfelder des Garden of Allah und des Garden of Eden, die unter Fachleuten mit dem Kürzel GoEA versehen wurden, beginnend vom Mount Barlow (2100 m) im Westen, über den Outram Peak (2399 m) im Süden, den Mount Kensington (2444 m) im Norden, bis hin zum Mount Stoddart (2223 m) im Osten, über eine Fläche von 36 km2. Die Gletscher Farrar Glacier, Barlow Glacier, Arethusa Icefall und Colin Campbell Glacier sind Teil des Garden of Eden und die Gletscher Adams Glacier, Belzebub Glacier und Lambert Glacier Teil der zusammenhängenden Eisfläche des Garden of Allah. Der Garden of Allah entwässert über den Adams River, der als Zufluss des Wanganui River das Wasser letztlich zur Tasmansee führt.
Administrativ gehört der Garden of Allah zum Westland District der Region West Coast.